# Tempurejo (Tempuran)
Tempurejo is een bestuurslaag in het regentschap Magelang van de provincie Midden-Java, Indonesië. Tempurejo telt 7508 inwoners (volkstelling 2010).